# Ba (starověký Egypt)

Ba

Ba je významný staroegyptský náboženský pojem, který ve starověkém Egyptě vyjadřoval duchovní složku osobnosti bohů, panovníků a po konci Staré říše i běžných lidí. Původně byl používán spolu s termíny (v konvenčně vokalizované egyptštině) sechem a neter jako synonymum pro označení božské bytosti, později ovšem každý z nich nabyl specifického významu. Samostatně představuje tu složku bytosti, která je (na rozdíl od složek ostatních, zejména od ka) volná, pohyblivá a zcela individuální, což se projevuje ve znázorňování ba v podobě letícího ptáka (zpravidla vlaštovky) s lidskou hlavou jako vyjadřením identity.